# Massacre de Treuenbrietzen
O Massacre de Treuenbrietzen foi um dos crimes de guerra soviéticos cometido durante a Segunda Guerra Mundial em Treuebrietzen, uma pequena cidade no sudoeste do Land (Estado) de Brandemburgo, na Alemanha.

## Massacre de Treuenbrietzen
Soldados soviéticos assassinaram centenas de civis em Treuebrietzen. Em 23 de abril de 1945, civis foram arrebanhados numa floresta e fuzilados. Praticamente toda população masculina do local foi morta a tiros.

## Instrução criminal
A promotoria pública de Potsdam (capital de Brandemburgo) iniciou uma instrução criminal por graves crimes de guerra. Conforme informações oficiais em 24 de novembro de 2008, autoridades alemãs requereram esclarecimentos ao governo soviético.
As averiguações porém foram canceladas. Conforme o artigo III do Kontrollratgesetz nr. 4, de 20 de outubro de 1945, "comportamentos delituosos que envolvem militares aliados ou elementos de cidadania aliada" são excluídos da alçada da Justiça alemã.